# Mezobromelia
Genre
Classification phylogénétique
Mezobromelia est un genre de la famille des Bromeliaceae. Ce genre contient 9 espèces à l'heure actuelle.
C'est un genre rare originaire de Bolivie, Colombie et Pérou.
Ce sont des plantes épiphytes poussant dans les forêts humides entre 2 000 et 3 000 mètres d'altitude et mesurant 2 à 3 m de haut à l'exception de M. bicolor qui ne dépasse pas 50cm
Ce genre porte le nom du botaniste allemand Carl Christian Mez.

## Liste des espèces
- Mezobromelia bicolor L.B.Sm.
- Mezobromelia brownii H.Luther
- Mezobromelia capituligera (Griseb.) J.R.Grant
- Mezobromelia fulgens L.B.Sm.
- Mezobromelia hospitalis (L.B.Sm.) J.R.Grant
- Mezobromelia hutchisonii (L.B.Sm.) W.Weber & L.B.Sm.
- Mezobromelia lyman-smithii Rauh & Barthlott
- Mezobromelia magdalenae (L.B.Sm.) J.R.Grant
- Mezobromelia pleiosticha (Griseb.) J.Utley & H.Luther